# Elxan Məmmədov
Elxan Əbülfəz oğlu Məmmədov (ur. 26 lutego 1982 w Baku) – azerski judoka, mistrz świata z 2013 roku oraz brązowy z 2010 roku, pięciokrotny medalista mistrzostw Europy, w tym mistrz w 2017 roku, uczestnik Letnich Igrzysk Olimpijskich 2012.